# Кастель-Витторио
Кастель-Витторио (итал. Castel Vittorio) — коммуна в Италии, располагается в регионе Лигурия, в провинции Империя.
Население составляет 366 человек (2008 г.), плотность населения составляет 14 чел./км². Занимает площадь 26 км². Почтовый индекс — 18037. Телефонный код — 0184.
Покровителем коммуны почитается святой первомученик Стефан, празднование 26 декабря.

## Демография
Динамика населения:

## Администрация коммуны
- Официальный сайт: